# الأعيوج (الرقة)
الأعيوج قرية سورية تتبع ناحية مركز الرقة في منطقة مركز الرقة في محافظة الرقة. بلغ عدد سكانها 659 نسمة في عام 2004 حسب إحصاء المكتب المركزي للإحصاء.